# Grupo Casino
Grupo Casino (o Casino Guichard Perrachon) es un grupo de distribución en Francia y en el mundo. El Grupo Casino, dirigido por Jean-Charles Naouri, cotiza en la Bolsa de París y su accionista mayoritario es Consortium Kretinsky.
Además de las marcas Petit Casino y Casino Shop, el grupo Casino gestiona las tiendas Monoprix, Franprix, Vival, Sherpa, Naturalia y la plataforma online Cdiscount.
Por razones financieras, el grupo cerró o vendió todos sus supermercados Casino e hipermercados Géant en Francia a competidores entre junio de 2023 y octubre de 2024. Durante esta crisis, Casino y Géant están siendo reemplazados gradualmente por competidores en varios países. 
El grupo emplea a 28.200 personas en abril de 2024.

## Cronología
- 1892: Geoffroy Guichard se convierte en el único propietario de una tienda de comestibles situada en el otrora Casino lírico de Saint-Étienne, de donde le viene el nombre de Casino, y que será durante mucho tiempo la tienda principal del Grupo. Con la creación de la sociedad, lo importante es la organización, lo que da lugar a la construcción de un almacén de depósito en Saint-Étienne.
- 1898: Geoffroy Guichard abre el 25 de junio la primera sucursal en Veauche (Loire) y crea el 2 de agosto la Société des Magasins du Casino et Établissements économiques d’alimentation, con la razón social Guichard-Perrachon et Cie.
- 1901: primeros productos de marca Casino: se inventa el concepto de marca de distribuidor
- 1902: implementación de una estrategia para fidelizar a la clientela, es decir, la venta con prima.
- 1906: primeras fábricas, en el departamento de Loire, para proveer a sus propios almacenes.
- 1916: subsidios familiares y participación en los resultados para los empleados.
- 1948: apertura del primer almacén de libre servicio.
- 1950: instalación de una de las primeras cadenas de frío en la distribución.
- 1959: primer distribuidor en proponer una fecha límite de consumo (FLC) en sus productos, principio que se hará obligatorio en 1984.
- 1976: la internacionalización del Grupo Casino empieza en Estados Unidos.
- 1991: adquisición de La Ruche meridionales.
- 1992: el Grupo, dirigido por entonces por Antoine Guichard (nieto de Geoffroy Guichard), fusiona con el grupo Rallye, propiedad de Jean-Charles Naouri.
- 1997: tras cuatro meses de batalla bursátil, Jean-Charles Naouri, la familia Guichard y los empleados del Grupo rechazan una OPA hostil lanzada por el distribuidor Promodès.
- 1998: Jean-Charles Naouri, a través de la sociedad Rallye, se vuelve el accionista mayoritario de Casino. A partir de esa fecha, el desarrollo se acelera:
  - 2000: adquisición de las marcas Monoprix (por el 50%), Franprix, Leader Price y Cdiscount,
  - 2001: creación de Banque Casino,
  - creación de la sociedad de bienes raíces Mercialys y de centros comerciales cuyo dueño es Casino,
  - desarrollo internacional.
- 2005: Jean-Charles Naouri es nombrado presidente director general del Grupo Casino e implanta una organización basada en circuitos cortos de decisión. Reestructura la cartera de activos del Grupo, reforzándose a la vez en Brasil, Colombia, Tailandia y Vietnam.
- 2007: el Grupo inaugura su nueva sede social en Saint-Étienne, su feudo histórico.
- 2010: el Grupo adquiere las participaciones tailandesas del grupo Carrefour.
- 2010: conexión a la red eléctrica de la primera central fotovoltaica de Green Yellow.
- En junio de 2012, el Grupo adquiere 50% de las participaciones que poseía el grupo Galeries Lafayette en Monoprix.
- A fines de junio de 2012, el Grupo toma el control del grupo brasileño Pão de Açúcar.
- A fines de noviembre de 2012, Jean-Charles Naouri es nombrado presidente director general de Monoprix.

### Posicionamiento y estrategia
En 2012, al tomar el control del grupo Pão de Açúcar en Brasil y con la firma del acuerdo con Galeries Lafayette para adquirir 50% de Monoprix, el año destaca por el refuerzo del perfil del Grupo en los mercados de fuerte crecimiento y los formatos más prometedores.
En 2013, el Grupo posee una red de más de 14.000 almacenes, de los cuales 10.517 en Francia. El Grupo está presente en 8 países, factura 48.645 millones de euros y emplea a 329.000 colaboradores.
Esta transformación del Grupo concreta la aplicación de una estrategia de desarrollo que se basa en un enfoque multiformato, multimarca y multicanal, así como en un modelo doble que asocia "comercio e inmobiliaria".

### Ámbito internacional
El Grupo ancla su desarrollo en los países de fuerte potencial de crecimiento y rentabilidad, donde sus filiales disponen de sólidas raíces locales. Así pues, América del Sur y Asia del Sudeste son sus zonas de desarrollo prioritarias.
En 2012, los mercados emergentes representan 56% de la facturación del Grupo (frente al 34% en 2009) y 66% del resultado operacional del Grupo con 2002 millones de euros (frente al 26% en 2009).

### Crisis de la deuda y cambio en el accionariado (desde 2021)
A lo largo de 2021, la deuda volvió a aumentar, pasando de 3.900 millones de euros a 5.900 millones. En tres años, la cotización de las acciones ha perdido casi el 50% de su valor. 
A principios de enero de 2024, en el marco de la reestructuración de la deuda, el grupo Casino anunció la venta de 288 tiendas, de las cuales 162 pasarán a estar bajo la marca Intermarché, 98 bajo la marca Auchan y 26 bajo la marca Carrefour.
El 26 de enero de 2024, el grupo vendió su participación del 34% en Éxito al grupo salvadoreño Grupo Calleja por 400 millones de euros.

## Actividad del Grupo

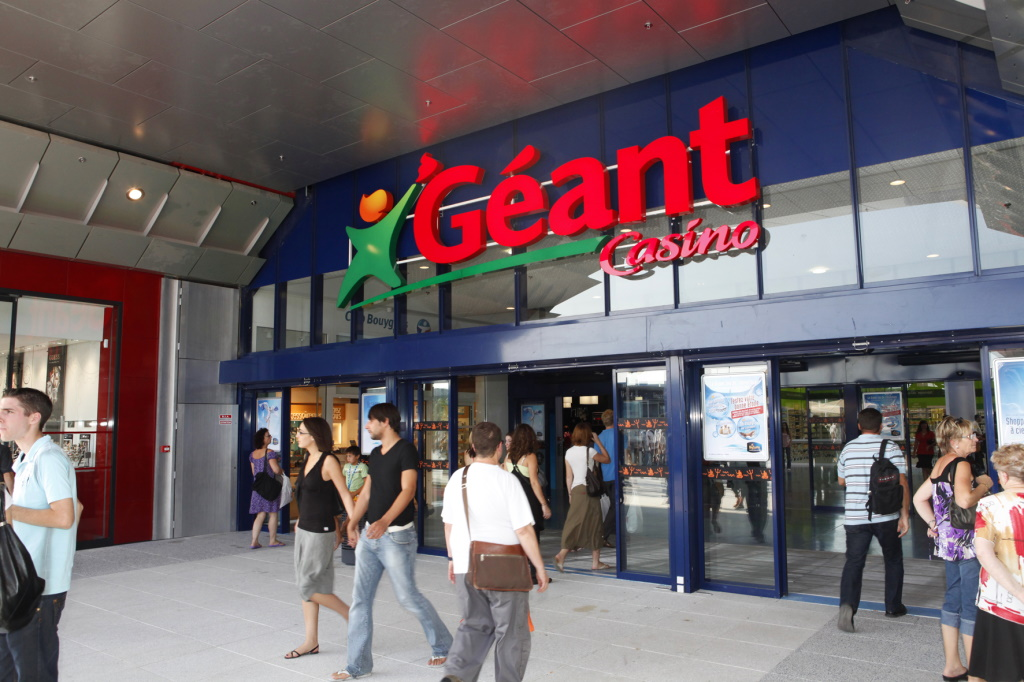
Fachada de una de las tiendas del Grupo Casino.

### Presencia delGrupo Casinoen el mundo
El Grupo posee asimismo la tienda en línea Cdiscount y el cibermercado Coursengo (que reúne a Casino, Franprix y Leader Price). En 2005, Casino creó una sociedad de bienes raíces bajo el régimen de sociedad de inversión inmobiliaria cotizada: Mercialys. Los respectivos activos representan unas 150 galerías comerciales contiguas a los locales de los hipermercados y supermercados, así como los muros de cafeterías pertenecientes al Grupo.
En marzo de 2012, la marca Franprix anuncia su proyecto de transporte de mercancías por vía fluvial. 450 toneladas de carga diarias transitarán por el río Marne y por el Sena y abastecerán 80 almacenes parisinos. El proyecto está destinado a crear un modo de entrega más rápido y reducir el impacto medioambiental.

## Antiguas ubicaciones

### Kuwait,BahréinyEmiratos Árabes Unidos
En 2017, el grupo Majid Al Futtaim Group compró Retail Arabia, propietaria de las tiendas Géant, y las sustituyó por las marcas Carrefour y Carrefour Market.

### Francia
El 30 de noviembre de 2020, el grupo Casino anunció la venta de 554 tiendas Leader Price, de una red de 640 tiendas, a ALDI. En sus resultados del primer semestre de 2024, el grupo Casino anunció que las actividades de franquicia Leader Price forman parte de las operaciones discontinuadas.
Por razones financieras, el grupo cerró o vendió todos sus supermercados Casino y hipermercados Géant en Francia a competidores entre junio de 2023 y octubre de 2024. 

### África
En 2023, Mercure International of Monaco comenzó a reemplazar las marcas Casino y Géant por Coopérative U en Congo-Brazzaville, Gabón y Senegal. 

## Marcas
Las marcas se dividen en cuatro tipos:
- Monoprix, comercio alimentario, higiene, belleza, bazar y textil en los centros de las ciudades.
- Franprix, marca de proximidad urbana.
- Pequeños supermercados:
  - Petit Casino
  - SPAR
  - Vival
- Tiendas de descuento:
- E-comercio
  - Cdiscount
- Sector inmobiliario
  - Mercialys
- Otras actividades
  - Casino Vacances

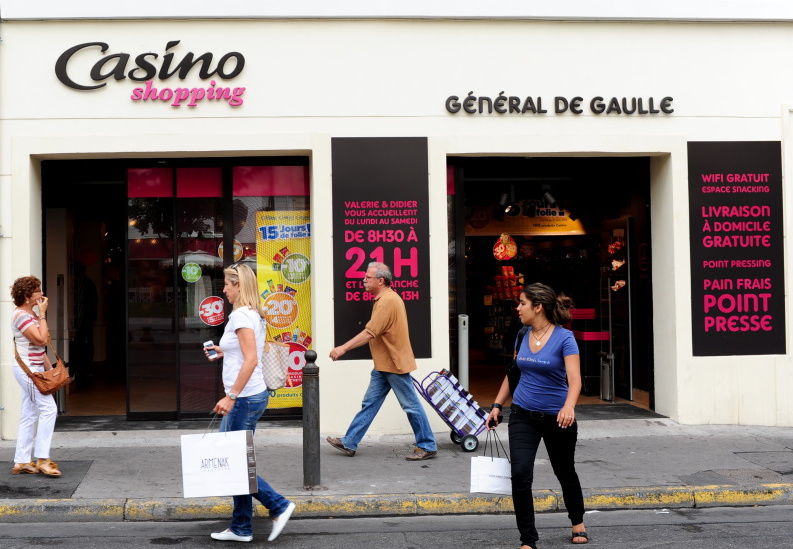
Casino Shopping
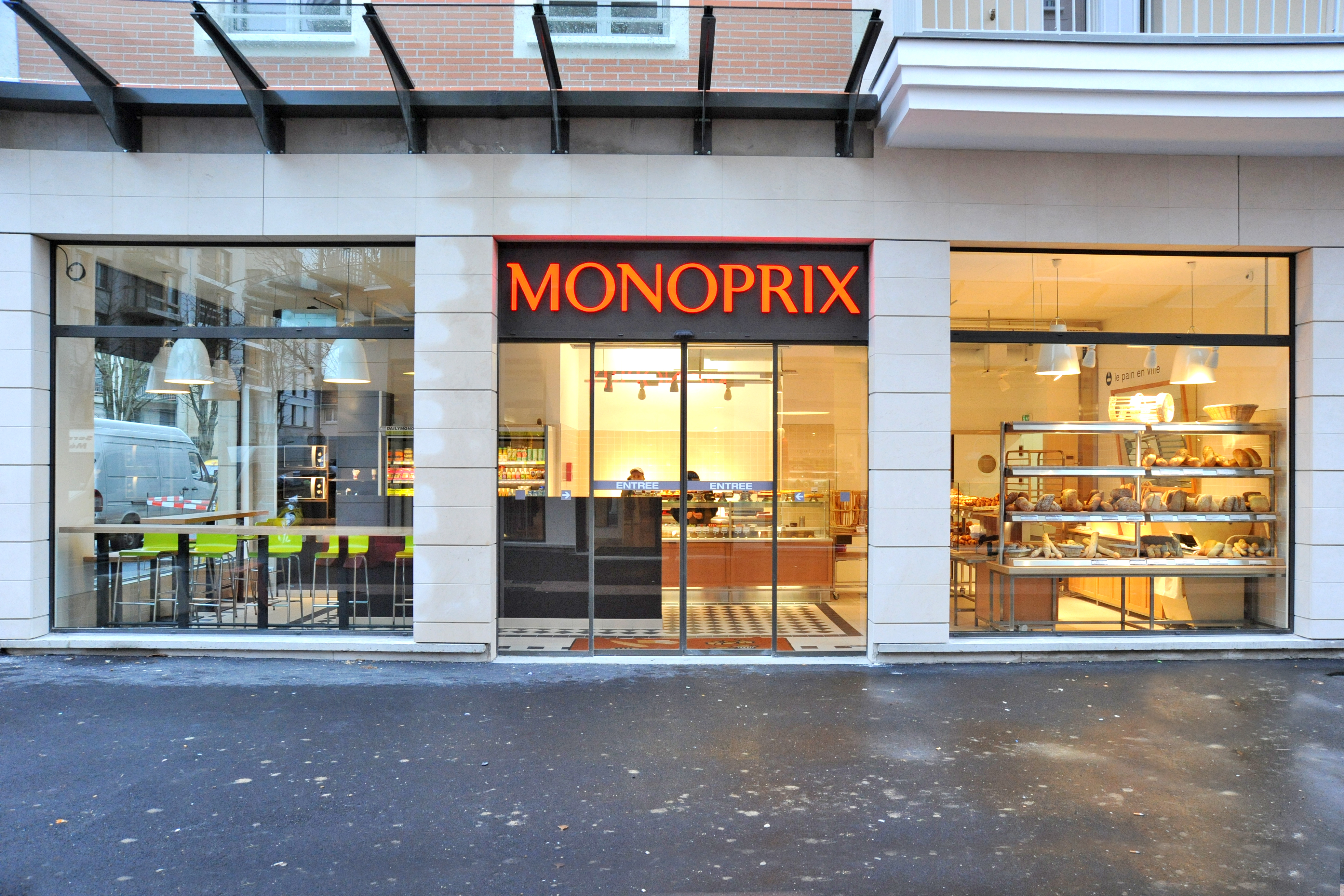
Monoprix
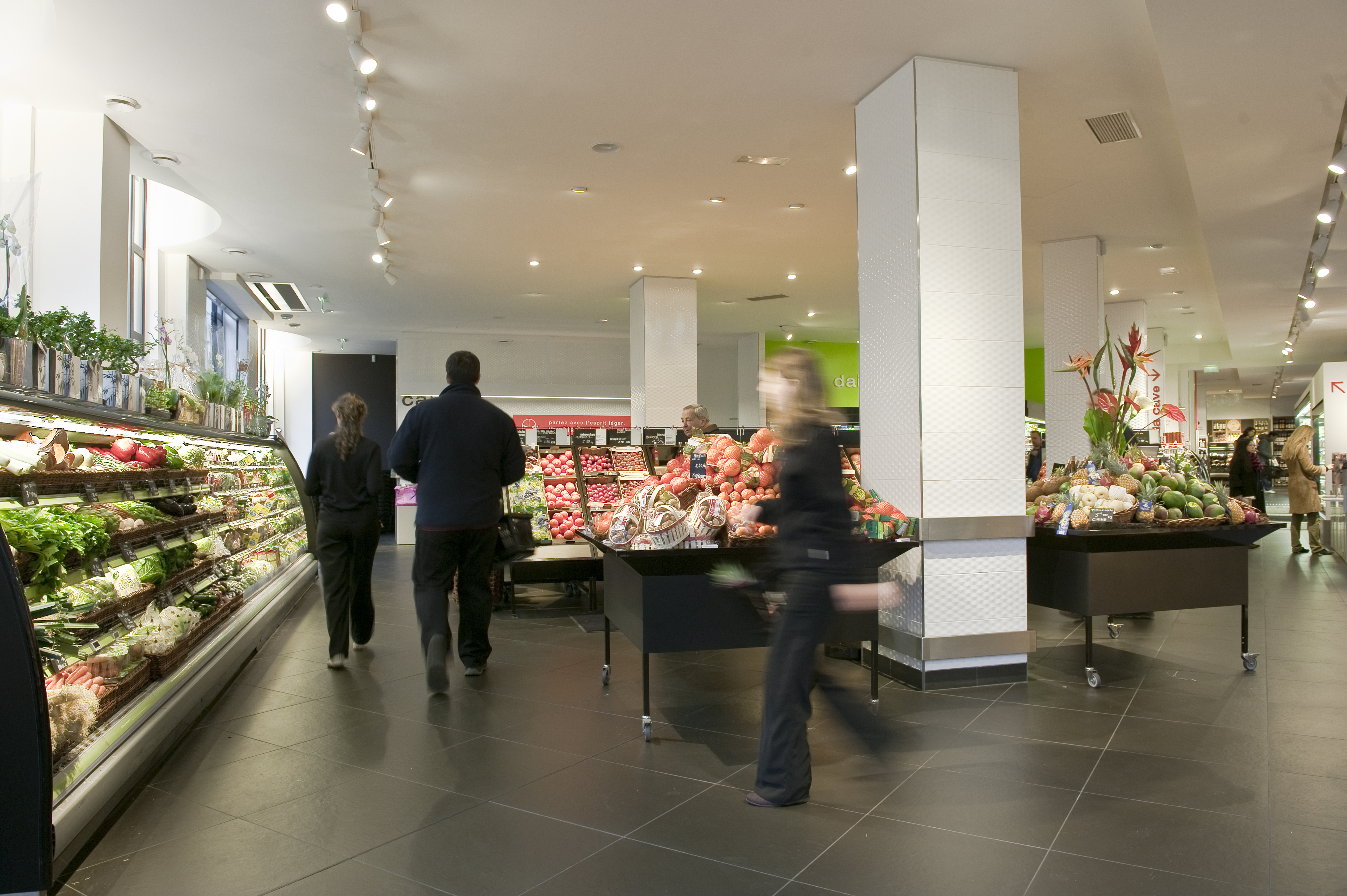
Monoprix
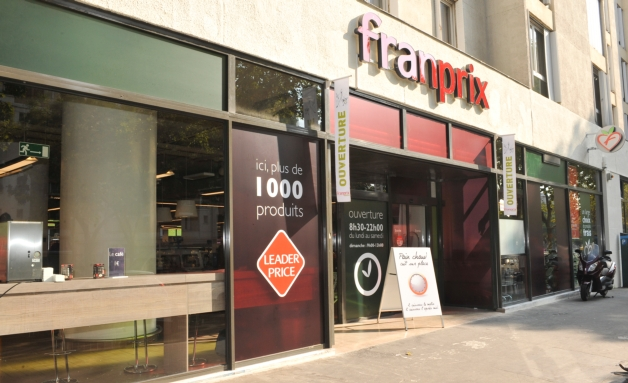
Franprix
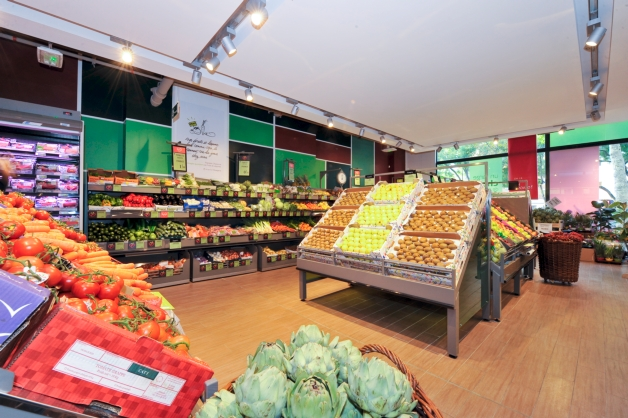
Franprix

## Responsabilidad social

### La Fundación Empresarial Casino
La Fundación Empresarial Casino, creada en 2009 y comprometida a favor de la infancia, ha integrado su acción en el combate colectivo contra la exclusión para dar al mayor número de niños las oportunidades y los medios de actuar en su vida, superar sus dificultades sociales y sus bloqueos. Su ayuda va prioritariamente a los niños alejados de la educación, procedentes de medios desfavorecidos o confrontados a la enfermedad, para acompañarlos en su desarrollo personal e intelectual. Ya sea que se trate de cultura científica, artística, literaria, musical o tecnológica, los diferentes programas de acción emprendidos apuntan a romper las barreras del aprendizaje, despertar los talentos, facilitar el acceso de los niños que están privados de ellos a todos los conocimientos y todas las formas de cultura:
- Artistes à l’École, en asociación con el ministerio de Educación francés y el Odéon-Théâtre de l’Europe, permite a cerca de 2.000 alumnos aprovechar durante tres años consecutivos un recorrido de educación artística y cultural de calidad, destinado a desarrollar sus talentos y alentar su éxito.

- Sourire à l’hôpital, en colaboración con asociaciones que intervienen ante los niños hospitalizados, con el apoyo de los colaboradores del Grupo Casino, permite a cientos de niños hospitalizados el acceso a la comunicación y el saber: la Fundación Casino apoya a la asociación Docteur Souris desde 2010.

- Hay iniciativas locales que permiten a los colaboradores de la empresa solicitar a la Fundación un apoyo financiero para la asociación local que deseen, en beneficio de cientos de niños confrontados a la exclusión cultural en Francia y en el mundo.

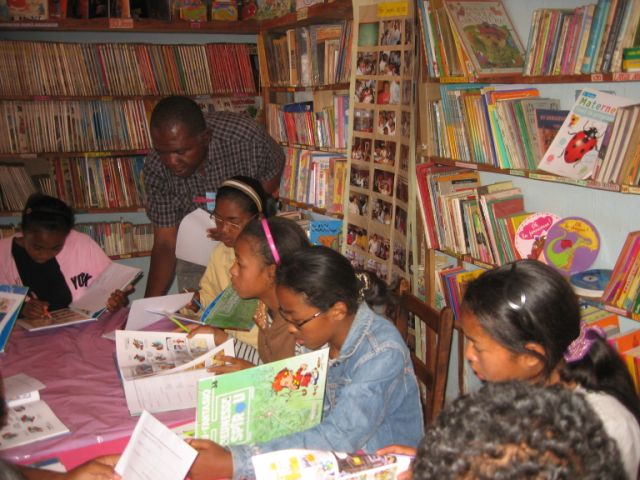
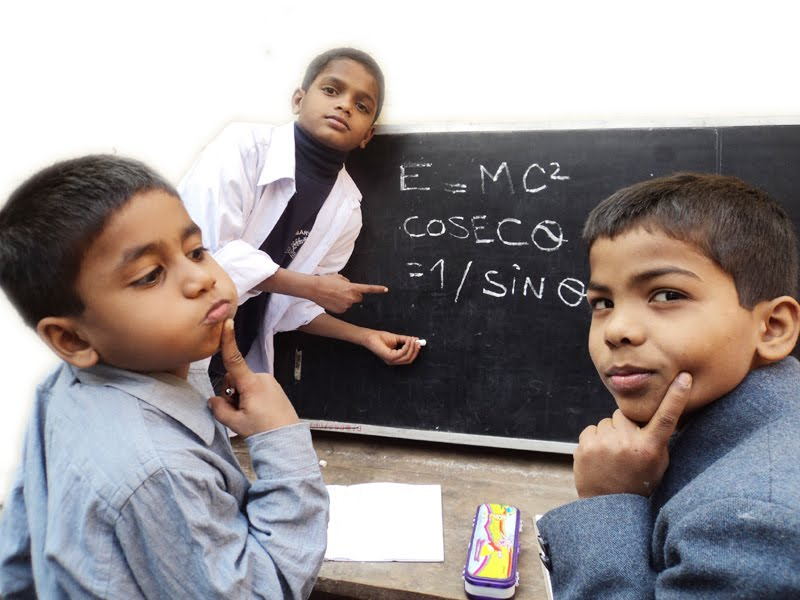
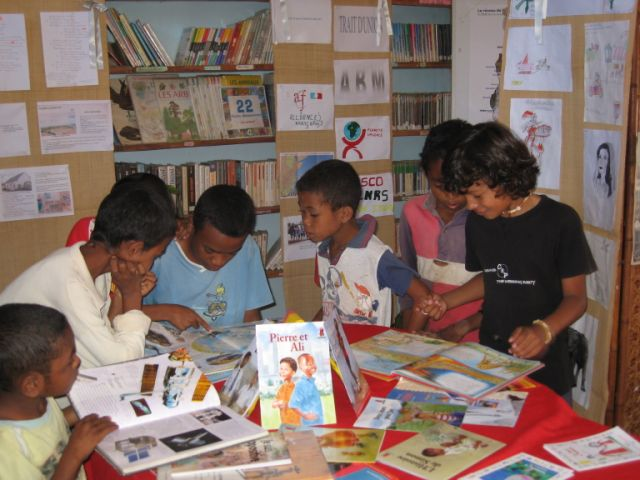